# 博胡米尔·洛姆斯基
博胡米尔·洛姆斯基（捷克語：Bohumír Lomský，1914年4月22日—1982年6月18日），捷克斯洛伐克共产党领导人之一，捷克斯洛伐克国防部部长。

## 获奖
捷克斯洛伐克
- 白狮勋章
- 红旗勋章
- 红星勋章
- 劳动勋章（两次：1955年4月30日；1964年4月22日）[2]
- 斯洛伐克民族起义勋章
- 军事十字章（1939年版）
- 索科洛韦纪念奖章

苏联
- 红旗勋章（1943年3月23日）
- 一级卫国战争勋章（1943年）
- 1941－1945年偉大衛國戰爭戰勝德國獎章（1945年）
- 解放布拉格奖章（1945年）